# Божји кедрови
Божји кедрови (арап. حرش أرز الرب) чине један од последњих предела обраслих шумама Либанског кедра (Cedrus libani) које су се у давна времена простирале широм планине Либан. Дрвну грађу из ове шуме су користили Феничани, Асирци, Вавилонци и Персијанци. Египћани су је користили за бродоградњу; Османско царство је користило кедровину у изградњи пруга.

## Историја
Либанске планине су некада биле потпуно прекривене густом кедровом шумом, те је стога стабло кедра симбол ове земље. Након вишевековног крчења шума, површина покривености ове врсте је знатно смањена.
Према једној легенди, десила се битка између полубогова и људи због прелепе божанске шуме Кедра у близини јужне Месопотамије. Ова шума, коју је некада штитио бог Енлил, била је потпуно пусто земљиште када су људи дошли на то подручје пре 4 700 година, после победе над чуварима шуме, полубогова. Такође се помиње и то да је Гилгамеш користио кедровину при изгради свог града.
Током историје, кедровину су експлоатисали Феничани, Египћани, Асирци, Вавилонци, Персијанци, Римљани, Израелци и Турци. Феничани су користили кедар за изградњу своје трговачке флоте. Требале су им греде за бродове и кедрова шума им је помогла да постану „прва прекоморска трговачка нација на свету“. The Phoenicians used the Cedars for their merchant fleets. They needed timbers for their ships and the Cedar woods made them the “first sea trading nation in the world” Египћани су користили кедрову смолу при процесу мумифицирања и кедрове кутије за чување „својих древних свитака папируса са драгоценим хијероглифима“. Краљ Соломон је поручио кедровину ради изграде свог храма у Јерусалиму. Међутим, римски император Хадријан је ове шуме прогласио „царским власништвом“, те је уништавање шума кедра привремено заустављен.
Брига за библијским „Божјим кедровима“ досеже све до 1876. године, када је 102 хектара садница окружено високим каменим зидом, плаћеним од стране краљице Викторије, да штити младе изданке од коза. Ипак, током Првог светског рата, британске трупе су користиле кедар за изградњу пруга.
Временом је експлоатација кедровине довела до смањења броја кедрових стабала у Либану. Међутим, Либан је још увек познат по својој кедровини, јер је њено стабло симбол државе и налази се на либанској застави. Дрвеће опстаје у планинским областима, где још увек представља доминантну биљну врсту. То је случај на падинама планине Макмел која се издиже над долином Кадиша, где се Божји кедрови могу наћи и на надморској висини од више од 2.000 метара. Четири стабла су достигла висину од 35 метара, а њихове круне достижу 12-14 метара у ширину. Старост дванаест стабала се процењује на више од хиљаду година, а око 400 других на преко стотину година.

## Светска баштина
На 22. седници УНЕСКО-а 1998. године, Божји кедрови су додати на листу Светске баштине.

## Тренутни статус
Шума је сада строго заштићена. Могуће је обићи је уз пратњу овлашћеног водича. Након прелиминарне фазе у којој је земља очишћена од наноса, болесне биљке третиране, а земљиште нађубрено, „Комитет пријатеља кедрове шуме“ покренуо је програм пошумљавања током 1985. Ови напори ће се уочити тек након неколико деценија због кедровог спорог раста. У овим областима зими се може видети невероватан призор, а стабла су покривена слојем снега.

## Галерија
- Шума божјих кедрова зими
- Чворови на стаблима кедра
- Шишарке кедра
- Стабло кедра